# Bulharské národní obrození
Bulharské národní obrození byl proces, při kterém došlo k oživení bulharského jazyka, kultury a literatury, vytvoření bulharského státu nezávislého na upadající Osmanské říši a zvýšení národního povědomí Bulharů. Odehrálo se v průběhu 19. století a proběhlo násilným způsobem.

## Literární obrození
Většinou je za počátek období bulharského národního obrození považována doba, kdy vyšlo dílo "Slovanskobulharská historie", kterou napsal Paisij Chilendarski v roce 1762. V první novodobé historické práci o dějinách Bulharska a významném díle z hlediska bulharské literatury byly vyzdvihovány slavné dějiny země a mnohá prvenství Bulharů mezi slovanskými národy. Důležitou ukázkou recepce Chilendarského díla představuje sborník kázání, kterou sestavil roku 1796 venkovský pop Punčo.
První střediska bulharského národního osvobození byla v zahraničí (Sibiu, Brašov, Budín. Kraljevo). První bulharský slabikář byl vydán v roce 1825 v Brašově.
Kněz Sofronij Vračanski, který na počátku 19. století v Bukurešti za přítomnosti mnohých bulharských emigrantů sepsal několik knih. Z nich vyniká známý Nedelnik a také autobiografie, které dosáhly v Bulharsku značné popularity. Sofronskij začal k psaní svých děl používat tehdy rozšířený jazyk; do této doby se mnohá díla totiž psala v směsici staroslověnštiny a bulharštiny, která byla srozumitelná jen malému okruhu čtenářů. Nově psaná díla ale mohla nyní proniknout k mnohem širšímu okruhu zájemců. Na Vračanského práci navázalo později mnoho dalších bulharských autorů.
V oblasti kultury ideje nezávislého Bulharska prosazovali také další spisovatelé a básníci. Mezi takové patří například Ivan Vazov a Christo Botev.
Významnou součástí tehdejšího procesu vedoucímu k nezávislému Bulharsku bylo také osamostatnění tehdejší pravoslavné církve, která se tak jasně vymezovala proti do Bulharska přinesenému sunnitskému islámu, integrálnímu prvku Osmanské říše a tedy symbolu útlaku. Tehdejší pravoslavná církev ale byla řízena z Konstantinopole Řeky a nebyla tedy bulharskou národní církví. Velké množství starobulharských písemných památek zničnili v bulharských klášterech řečtí mniši.

## Architektura

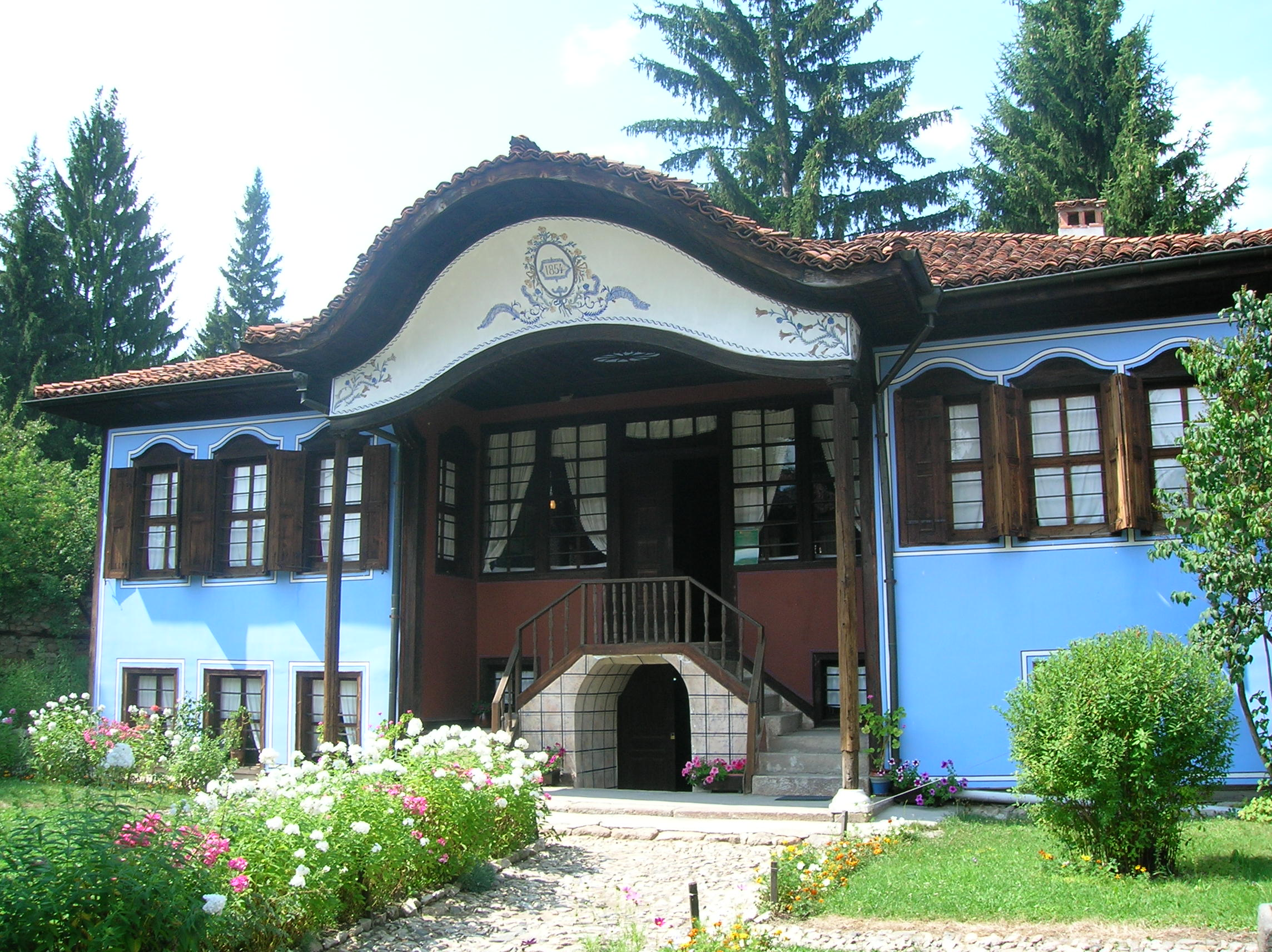
Dům Ljutova v Koprivštici

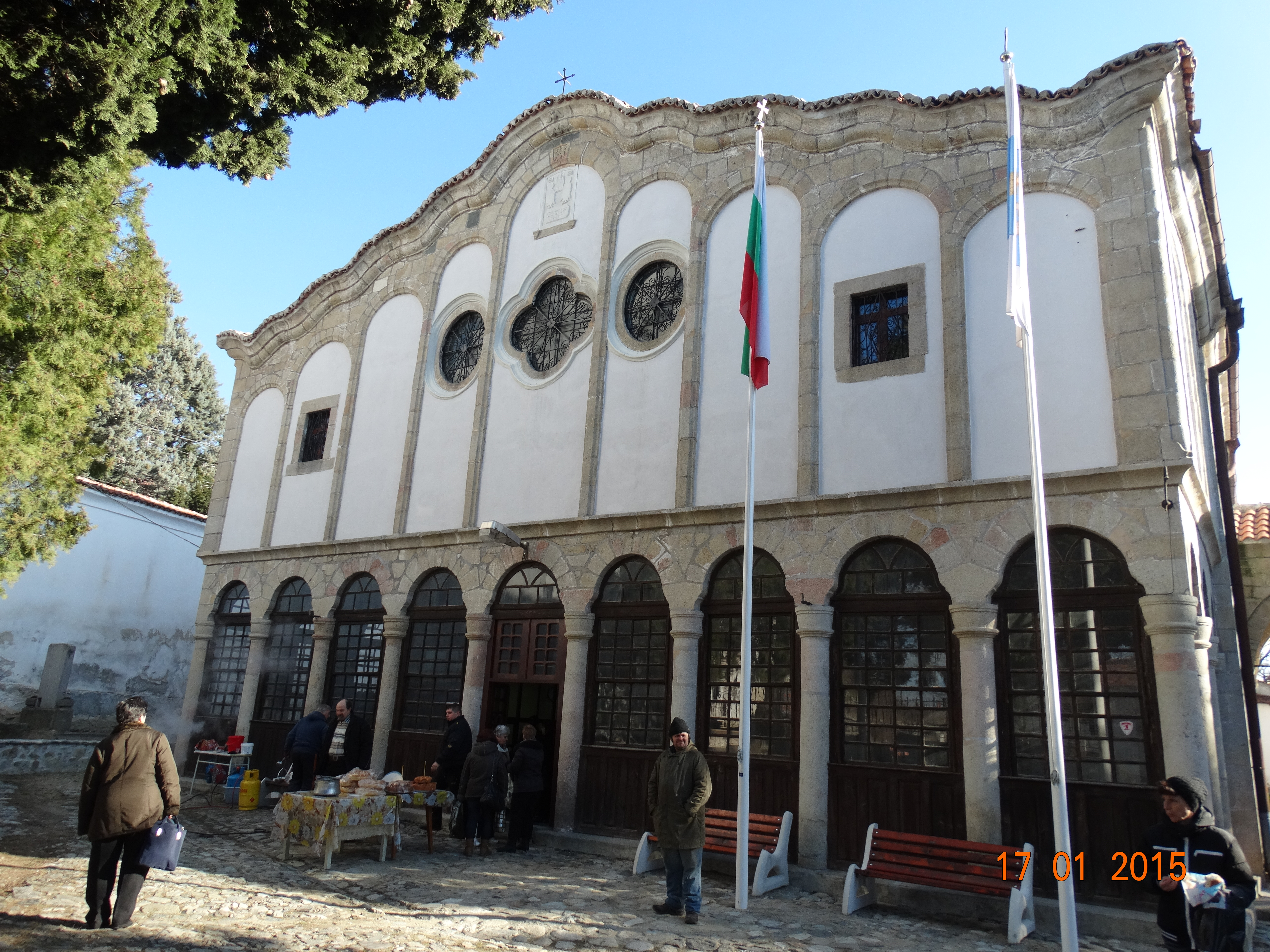
Kostel apoštolů Petra a Pavla v Sopotu

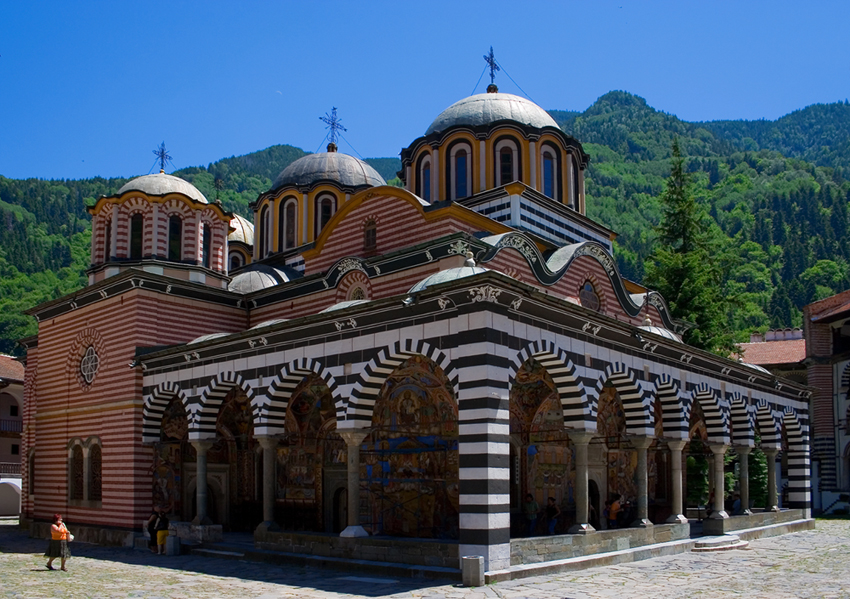
Rilský klášter

Rozvoj řemesel a obchodu a přechod většiny z nich do rukou Bulharů zapříčinil migraci do měst a tím se měnil jejich vzhled a stávala se více bulharskými. Rychle se rozvíjely především čistě bulharské řemeslné a obchodní čtvrti v negeometrické struktuře a prostorové kompozici, organicky spojené s vlastnostmi terénu, obvykle rozložené podél hlavní ulice. Vzhled některých sídel (např. Trjavna) byl určován uzavřenou dvoupatrovou stavbou na hlavní ulici a jiných (např. Koprivštica) vysokými zdmi s akcenty bran.
Díky úplné kulturní izolaci během osmanské nadvlády se bulharští stavitelé stali praktickými mistry. Obrozenecký charakter bulharské umělecké tvorby v tomto období ukončoval dosavadní anonymitu a na církevních i soukromých stavbách se začínala objevovat jména jejich stavitelů (na stěnách Rilského kláštera jsou podepsáni Alexi Rilec a mistr Milenkom atp.). Do širšího povědomí se dostali pozdější obrozenečtí mistři, kteří si vytvořili vlastní styl jako Usta Genčo, Nikola Fičev a jeho učitel Usta Veljo.
Významu nabyla bytová výstavba, která se liší množstvím různých typů domů, a to na relativně malém území. V časovém rozložení lze rozlišit její tři fáze: od konce 30. let, od 30. do 60. let, od 60. let devatenáctého století až do osvobození roku 1878. V první fázi se obrozenecký dům objevuje převážně v horských oblastech v několika prosperujících bulharských sídlech (Trjavna, Žeravna, Kotel, Boženci, Koprivštica, Sopot, Bansko, Melnik). Druhá fáze je kratší než první, ale stylisticky rozmanitější. V této době se důležitým kulturním a hospodářským centrem v bulharských zemích stal Plovdiv. Řešení domu se posunuje od dekorativnosti a reprezentativnosti k odrazu sebevědomí vznikající buržoazie. Obydlí se stalo prostornějším, především počtem místností a hygienickým zázemím. V Plovdivu vznikly dva typy symetrického domu: s jednou podélnou osou symetrie a se dvěma kolmými osami symetrie. Během třetí, nejkratší fáze se obrozenecký dům vyvíjel především v Plovdivu, kde se zdokonalil, a v obcích ovlivněných plovdivskými domy z dřívější fáze. V ostatních sídlech zůstaly regionální typy oproti předchozím fázím téměř beze změny. Klasicismus pronikající sem ze západní Evropy až v polovině devatenáctého století se projevil především na venkovních úpravách budov.
Během obrození se nejenom zvětšovaly rozměry staveb, ale vznikaly i nové druhy budov, především veřejné budovy. Šlo o obchodní budovy, zejména tržnice, a také školy. Zprvu jejich vnější vzhled připomíná obytné domy a liší se pouze vnitřní dispozicí. Později vznikají třídní školy, které sice také používají některé prvky obytných budov (portikus, štít), ale dominují velikostí a objemem. Některé školy nezapřou zahraniční vzory, například gymnázium v Gabrově od Usty Genča. Obce v oné době nechaly stavět hodinové věže, které změnily vzhled horizontu venkovské krajiny, ovšem byly vesměs inspirovány minarety. Mezi autory výjimečných budov patří Nikola Fičeto, a to především továrnou na mouku, obilný líh a hedvábí pro podnikatele Stefana Karagjozova, nebo zájezdním hostincem v Tǎrnovu pro Nikolise Minoopolu. K jeho stavbám patří i tamější most Konaka, který, podobně jako i jiné mosty z tehdejší doby od bulharských stavitelů (Bjalský most přes Jantru anebo krytý most v Lovči přes Osăm), lze jen těžko zařadit k obrozenectví, protože byly investovány osmanskou vládou.
Samostatnou skupinu tvoří církevní stavby. Také zde je patrný nárůst rozměrů, ale i vývoj od jednoduché stavby po složitou, od zdrženlivé skromnosti až po monumentální výraz. Na rozdíl od obrozeneckých domů u nich postupně dominuje vertikální členění především v tenkých dekorativních kamenných pilastrech (kostel apoštolů Petra a Pavla v Sopotu od Nikoly Trojanova z roku 1846). Střecha bývala jednoduchá, sedlová a nad ni vystupovala zvonice s kopulí, situovaná často západně od kostela, což odkazovalo na středověkou bulharskou architekturu. Nejpozoruhodnějšími církevními stavbami bulharského obrození jsou klášterní komplexy: Rilský, Roženský, Trojanský a Proměnění Páně. Jsou situovány okolo kostela jako uzavřené dvory přizpůsobené terénu. Mnohoúhelníkové tvary klášterních budov představují syrově uzavřenou architekturu a překvapují veselým koloritem vnitřního nádvoří nebo teplem dřevěných pavlačí. Mimo to se hojně stavěly volně stojící zvonice.

## Vojenské akce směřující k nezávislému Bulharsku
Revolucionář Georgi Rakovski z města Kotel ještě v roce 1861 velel bulharským jednotkám, které se účastnily odsunu osmanské armády z Bělehradu a Srbska. Po tomto období Rakovski začal pracovat na plánu osvobození celého Bulharska. Pod jeho vedením vznikly jednotky, tzv. "čety", které různými způsoby komplikovaly práci osmanské armádě, na území dnešního Bulharska tehdy působící. Rakovski umřel roku 1867 a zanechal ostatním dědictví boje proti Turkům. V následujících desetiletích vznikly četné polovojenské a teroristické organizace, které pomocí násilných metod destabilizovaly celý region a přiměly okolní státy i velmoci záležitost Bulharska řešit.

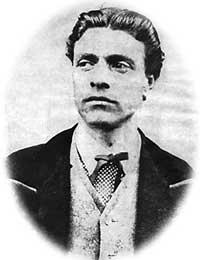
Vasil Levski, revolucionář a bojovník proti turecké nadvládě v Bulharsku

Mezi další významné bulharské revolucionáře z této doby patří také Vasil Levski. Ten ke konci 60. let 19. století rozvíjel revoluční teorii, která představuje opačný proud v bulharském osvoboditelském hnutí. Místo drobných výpadů začal odpor organizovat. V roce 1869 začal Levski s vytvářením tzv. místních výborů. Do poloviny roku 1872 tak existovala celkem rozsáhlá síť různých revolučních orgánů v mnohých bulharských městech i vesnicích. Ty přijímaly rozkazy od tajné vlády, která sídlila ve městě Loveč. Bojovníci těchto výborů pak prováděli různé bojůvky a ozbrojené akce jak proti osmanským úředníkům, tak proti jejich bulharským spolupracovníkům. V následujících letech se pokoušela turecká policie proti těmto vzbouřencům zasáhnout a mnohé z nich i zatkla. Dopaden byl rovněž Levski, který byl v únoru 1873 v Sofii oběšen.
V roce 1875 se situace horší i západním směrem od území dnešního Bulharska. Bulharští bojovníci za nezávislost zaktivizovali svoje snahy a provedli několik povstání. V dubnu a květnu roku 1876 došlo k tzv. dubnovému povstání, které ale bylo z osmanské strany tvrdě potlačeno. Nejvíce bojů se odehrálo na území pohoří Rodop, krvavé střety vzbudily pozdvižení v celé Evropě. Dodnes sice není znám přesně počet obětí, avšak často se mluví o třech až dvanácti tisících mrtvých. V prosinci 1876 se setkali vyslanci z mnohých evropských zemí v Istanbulu, aby problematiku začali řešit. Rusko podporovalo myšlenku vytvoření bulharského státu, který by se rozkládal na všech územích osídlených Bulhary. Kromě dnešního Bulharska by k němu tak patřila i Moesie, Thrákie a Dobrudža. Proti tomu bylo Spojené království, které tak velký stát nechtělo připustit. Kompromis nakonec sice dosažen byl, ale Osmanská říše na něj nepřistoupila, což donutilo tehdejšího ruského cara Alexandra II. vyhlásit Istanbulu opět válku. Tento konflikt trval až do dubna 1877 a vyvíjel se ve prospěch Rusů. V lednu 1878 carova vojska obsadila Sofii a 3. března byla uzavřena mírová dohoda, kterou bylo vytvořeno tzv. Sanstefanské Bulharsko — tedy velký bulharský stát od Ochridu až po Soluň.